# Clémentine Delauney
Clémentine Delauney (n. 11 februarie 1987, în Lyon) este o soprană franceză și solistă vocal a trupei austriece Visions of Atlantis și a formației franceze de opera metal Melted Space.
Anterior, ea a fost solista trupei franceze Whyzdom, de la sfârșitul anului 2010 și până la începutul lui 2012, și a avut câteva colaborări cu trupa austriacă de symphonic metal Serenity. După plecarea de la Whyzdom, Delauney a devenit solista oficială a Serenity, din 2013 și până la începutul lui 2015.
În 2013, după plecarea lui Maxi Nil de la Visions of Atlantis, Clémentine Delauney i-a luat locul și, la începutul anului 2015, când a publicat pe pagina sa de Facebook știrea despărțirii de Serenity, cântăreața a anunțat și un nou album cu Visions of Atlantis.

## Discografie

### cu Serenity
Albume de studio
- War of Ages (2013)

Single
- Wings of Madness (2013)

### cu Visions of Atlantis
EP
- Old Routes - New Waters (2016)

Videoclipuri
- Winternight (2016)

### Colaborări
- cu Myrath – voci adiționale pe piesa Under Siege (albumul Tales of the Sands, 2009)
- cu Hansen & Friends – voci adiționale pe piesele Fire and Ice, Left Behind și All or Nothing (albumul XXX - Three Decades in Metal, 2016)